# Doris Wells
Doris María Buonaffina, conocida como Doris Wells, (Caripito, Monagas, 28 de octubre de 1944-Caracas, 20 de septiembre de 1988) fue una actriz, escritora y directora de cine venezolana.

## Inicios
Se muda con su familia al terminar la primaria, y a escondidas de su madre decide inscribirse en una escuela de teatro dirigida por Juana Sujo.
Un publicista la descubrió y le propuso hacer una publicidad en vivo del conocido jabón de baño Lux. A partir de ahí hizo trabajos como modelo para RCTV y tras varias apariciones en publicidades se le dio la oportunidad de hacer telenovelas.
Es escogida para ser parte del elenco de Historia de tres hermanas, junto a figuras como Eva Moreno, Eva Blanco, Raúl Amundaray y Guillermo González; y de otras posteriores como Renzo el Gitano, Corazón salvaje y El Mulato. En esas participaciones se destacó en los roles antagónicos, con lo cual demostró su histrionismo en la gran pantalla.
Finalmente los productores de RCTV decidieron darle la oportunidad como protagonista en historias como Regina Carbonell, Sacrificio de mujer, Raquel, Campeones, La Trepadora  y Pobre negro. Más tarde en 1977 José Ignacio Cabrujas la llama para hacer de Pilar en La señora de Cárdenas, considerada la telenovela que revolucionó el género por su temática actual, que rompió con la novela rosa, cuya trama se desarrolla después de 10 años de matrimonio, donde su personaje, Pilar, descubre la infidelidad de su esposo y debe decidir si lo acepta y sigue su unión o se divorcia de Alberto (Miguel Ángel Landa); y también participa en Soltera y sin compromiso. Luego, de la mano de Julio Cesar Mármol, protagoniza La fiera junto a José Bardina donde interpretó a la inolvidable Isabel Blanco, después participa en La Comadre y Gómez I, donde comparte créditos con Rafael Briceño, Gustavo Rodríguez, Miguel Ángel Landa y Cecilia Villarreal. Luego en 1982 en ¿Qué pasó con Jacqueline? al lado de Raúl Amundaray y  Jean Carlo Simancas
Doris Wells rompió paradigmas al incursionar en la actuación, dirección, escritura, locución y en la política venezolana. Era una artista que iba más allá, más allá de sus tiempos. Nunca quiso hablar de su vida privada, como ella misma lo dijo: «Mi vida privada me pertenece. Ya se ha dicho y se ha escrito demasiado sobre nuestro matrimonio. No quiero decir con quien me he casado. Ya todo el mundo lo sabe». (Variedades, 1966), de acuerdo con una entrevista realizada a sus tres hijos, Marielva Rísquez, Xavier Rísquez y Verónica Rísquez, en www.el-teatro.com.

## Actividad como directora y productora
Doris Wells anunció su retiro definitivo de las telenovelas y debutó como escritora y productora con el cortometraje para TV Porcelana (1981), en el que interpretaba a una gerente exitosa que tiene que hacer frente a la crisis de los años 40 y en el corto La Derrota Final (1982) donde obtiene el papel protagónico interpretando a una guerrillera. Para ese momento también participa en las películas venezolanas Ana, pasión de dos mundos (1982), La casa de Agua (1983) y Oriana (1985) de Fina Torres, esta última película ganadora del premio Cámara de Oro del Festival de Cine de Cannes que la consagraría a nivel mundial.
En cuanto a su vida personal, Wells tuvo que enfrentar la muerte repentina de su esposo, el acaudalado abogado venezolano William Rísquez Iribarren, con el que tuvo tres hijos (Marielba, Xavier y Verónica). En 1986 vuelve a la televisión como presentadora del programa de televisión Concurso millonario; el cual en su última temporada fue conducido por Napoleón Bravo, quien la sustituyó debido al deterioro de su estado de salud.

## Enfermedad y muerte
Poco después, Doris Wells comenzó a sufrir de una enfermedad que ataca el hígado llamada síndrome de la Foil o adenitis por arañazo de gato. Falleció el 20 de septiembre de 1988, a los 43 años de edad.

## Filmografía

### Telenovelas
| Año     | Telenovela                | Personaje                 |
| ------- | ------------------------- | ------------------------- |
| 1964    | Historia de tres hermanas | Reina Montero             |
| 1965    | Corazón Salvaje           | Aimee De Molnar           |
| 1965    | La tirana                 | Pendiente                 |
| 1966    | Renzo el gitano           | Isa                       |
| 1967    | Amores de Juventud        | Pendiente                 |
| 1968    | El Mulato                 | Pendiente                 |
| 1968    | Dos Mujeres               | Pendiente                 |
| 1969    | Corazón de madre          | Sandra                    |
| 1971    | Bárbara                   | Blanca                    |
| 1972    | Regina Carbonel           | Regina Carbonel           |
| 1972    | Sacrificio de mujer       | Irene                     |
| 1973-75 | Raquel                    | Raquel Rivera             |
| 1975    | La Trepadora              | Victoria Guanipa          |
| 1975-76 | Pobre Negro               | Ana Julia/Luisana Alcorta |
| 1976    | Campeones                 | Pura                      |
| 1977    | La señora de Cárdenas     | Pilar de Cárdenas         |
| 1978    | Soltera y sin compromiso  | Julia Maldonado           |
| 1978    | La fiera                  | Isabel Blanco             |
| 1980    | Gómez I                   | Margarita Torres          |
| 1981    | La Comadre                | Aurora                    |
| 1982    | ¿Qué pasó con Jacqueline? | Ana, Jacqueline y Melissa |
| 1983    | Muerte en El Barrio       | Alicia                    |

## Teleteatros y Telefilmes
| Año  | Título                                       | Papel         |
| ---- | -------------------------------------------- | ------------- |
| 1970 | Anastasia                                    | Anastasia     |
| 1971 | La gota de agua                              | Pendiente     |
| 1975 | Florinda                                     | Florinda      |
| 1975 | La loca Luz Caraballo                        | Luz Caraballo |
| 1975 | La Renuncia                                  | Pendiente     |
| 1975 | El limonero del Señor                        | Pendiente     |
| 1975 | Belinda                                      | Belinda       |
| 1977 | La quema de Judas                            | Pendiente     |
| 1977 | El Hacha                                     | Pendiente     |
| 1982 | Porcelanas                                   | Myriam        |
| 1983 | Derrota Final                                | Duquesa       |
| 1984 | Ciclo de Rómulo Gallegos: "La hora Menguada" | Enriqueta     |

## Cine
| Año  | Título                            | Dirección            |
| ---- | --------------------------------- | -------------------- |
| 1964 | Un soltero en apuros              | Alberto Du Bois      |
| 1964 | Isla de sal                       | Clemente de la Cerda |
| 1983 | La casa de Agua                   | Jacobo Penzo         |
| 1985 | Más allá del silencio             | César Bolívar        |
| 1985 | Oriana                            | Fina Torres          |
| 1987 | Aguasangre, crónica de un indulto | Julio Bustamante     |
| 1987 | Ana, pasión de dos mundos         | Santiago San Miguel  |